# Almáskeresztúr
Almáskeresztúr (vyslovováno [almáškerestúr], německy Kerestur) je malá vesnička v Maďarsku v župě Baranya, spadající pod okres Szigetvár. Nachází se asi 11 km severovýchodně od Szigetváru. V roce 2015 zde žilo 81 obyvatel, z nichž jsou (dle údajů z roku 2011) 94,7 % Maďaři, 9,2 % Němci a 2,6 % Chorvati.
Jedinou sousední vesnicí je Mozsgó.